# Pneuminion impressum
Pneuminion impressum är en skalbaggsart som beskrevs av Perkins 2004. Pneuminion impressum ingår i släktet Pneuminion och familjen vattenbrynsbaggar. Inga underarter finns listade i Catalogue of Life.